# Simpsonville (Carolina del Sur)
Simpsonville es una ciudad situada en el estado de Carolina del Sur, en los Estados Unidos. Está en el Condado de Greenville. La ciudad en el año 2000 tuvo una población de 14.352 habitantes en una superficie de 16.1 km², con una densidad poblacional de 390.4 personas por km². 

## Geografía
Simpsonville se encuentra ubicada en las coordenadas 34°44′0″N 82°15′36″O / 34.73333, -82.26000. Según la Oficina del Censo, la ciudad tiene un área total de 16,1 km² (6,2 mi²), de la cual 16,1 km² (6,2 mi²) es tierra y 0 km² (0 mi²) (0.0%) es agua.

## Demografía
En el 2000 la renta per cápita promedia del hogar era de $47.223, y el ingreso promedio para una familia era de $52.043. El ingreso per cápita para la localidad era de $21.139. En 2000 los hombres tenían un ingreso per cápita de $38.680 contra $26.394 para las mujeres. Alrededor del 6.10% de la población estaba bajo el umbral de pobreza nacional. 

### Localidades adyacentes
El siguiente diagrama muestra a las localidades en un radio de 20 kilómetros (12,4 mi) de Simpsonville.